# Mackin Speaks Louder Than Words
Albums de Mac Mall
Immaculate
(2001) Illegal Game
(2004)
Mackin Speaks Louder Than Words est le cinquième album studio de Mac Mall, sorti le 30 juillet 2002.

## Liste des titres
| No  | Titre                                                             | Contient un (des) sample(s) de                                   | Durée |
| --- | ----------------------------------------------------------------- | ---------------------------------------------------------------- | ----- |
| 1.  | Side Show Intro (Da' Town 4am)                                    |                                                                  | 0:53  |
| 2.  | Nigga Wake Up (featuring Big Syke – Produit par Femi Ojetunde)    |                                                                  | 4:20  |
| 3.  | I Keep Hoes Broke (Produit IZM)                                   |                                                                  | 4:14  |
| 4.  | Bust Yo' Guns (featuring Sundae – Produit par Femi Ojetunde)      |                                                                  | 4:11  |
| 5.  | All on a Bitch (Produit par Femi Ojetunde)                        |                                                                  | 4:55  |
| 6.  | Mac Fashion (featuring Mr. Lacy – Produit par Yaku)               |                                                                  | 4:15  |
| 7.  | Power Moves the Family (featuring J. Diggs)                       |                                                                  | 4:08  |
| 8.  | Mac-A-Frama-Lama (featuring Mac Dre – Produit par H2OZ)           | I Don't Believe You Want to Get Up and Dance (Oops!) du Gap Band | 4:20  |
| 9.  | 5-3-5 (Five-Tre-Five) (featuring Sleep Dank – Produit par DJ Yon) | Something for Nothing de MFSB                                    | 4:01  |
| 10. | Picture This (Produit par Tone Capone)                            |                                                                  | 4:03  |
| 11. | Imagine (Produit par DJ Yon)                                      |                                                                  | 5:34  |
| 12. | I Mac, Therefore, I Am (Produit par H2OZ)                         |                                                                  | 4:42  |
| 13. | Smile for Me (Ghetto Girl) (Produit par Khayree)                  |                                                                  | 4:56  |
| 14. | Together (featuring Young Haskell – Produit par Femi Ojetunde)    |                                                                  | 4:33  |
| 15. | Life So Far (featuring Mr. Lacy – Produit par Yaku)               | Across 110th Street de Bobby Womack                              | 5:06  |